# Куксгафен (район)
Райо́н Куксга́фен (нім. Landkreis Cuxhaven) — район (повіт) Німеччини, на півночі землі Нижня Саксонія. Межує з районами Штаде, Ротенбург, Остергольц і Везермарш, а також містом Бремергафен. На півночі омивається водами Північного моря. Розташований в межиріччі Ельби та Везера. Адміністративний центр — місто Куксгафен.
Утворений 1977 року шляхом об'єднання районів Ланд-Гадельн і Весермюнде; внаслідок цього місто Куксгафен втратило свій статус вільного районного міста й стало центром новоутвореного району.

## Населення
Населення району становить 199 603 осіб (станом на 31 грудня 2021).

## Адміністративний поділ
Дані про населення наведені станом на 31 грудня 2021.
| 1. Берештедт (13608) 2. Вюрстер-Нордзеекюсте (17164) 3. Гадельн (26847) 4. Геестланд (31304) 5. Куксгафен (48318) 6. Локсштедт (16441) 7. Шиффдорф (14665) |